# Groß Rheide
Groß Rheide (dänisch: Store Rejde) ist eine Gemeinde im Kreis Schleswig-Flensburg in Schleswig-Holstein.

## Geographie

### Geographische Lage
Das Gemeindegebiet von Groß Rheide erstreckt sich zwischen Friedrichstadt und Schleswig im Naturraum der Schleswiger Vorgeest (Haupteinheit Nr. 697) in ländlicher Umgebung. Das Bett der nach dem Ort benannte Rheider Au bildet in weiten Teilen den nördlichen Abschluss der Gemarkung.

### Gemeindegliederung
Die Gemeinde Groß Rheide besteht aus mehreren Ortsteilen, auch als Wohnplätze bezeichnet. In einem zum Zwecke der Volkszählung in der Bundesrepublik Deutschland 1987 aufgestellten entsprechenden Verzeichnis werden neben dem namenstiftenden Ortsteil, dem Dorf gleichen Namens, ebenfalls die Häusergruppe Mühlenhaus, die Haussiedlung Wrom sowie die Streusiedlungen Groß Rheider Feld, Oer und Schicht genannt.

### Nachbargemeinden
Das Gemeindegebiet von Groß Rheide wird umschlossen von:
| Hollingstedt | Ellingstedt, Dannewerk                      |              |
| Dörpstedt    | Kompassrose, die auf Nachbargemeinden zeigt | Klein Rheide |
| Börm         | Klein Bennebek                              |              |

## Geschichte
Der Ort wurde vermutlich 1250 als Rhede gegründet. Damals handelte es sich vermutlich um einen Anleger der Rheider Au, ein Nebenfluss der Treene. Die Rheider Au war auch in das Danewerk integriert. Letztendlich ist die Herkunft des Ortsnamens jedoch nicht belegt.

## Politik

### Gemeindevertretung
Bei der Kommunalwahl am 14. Mai 2023 wurden insgesamt elf Sitze vergeben. Von diesen erhielt die Allgemeine Kommunale Wählergruppe Groß Rheide sieben Sitze und die Allgemeine Bürgerliche Wählergemeinschaft Groß Rheide vier Sitze.

### Wappen
Blasonierung: „Im Wellenschnitt von Silber und Grün geteilt. Oben mit den Stengeln sich überkreuzend drei Eichenblätter über zwei Eicheln, unten drei begrannte Getreideähren in verwechselten Farben.“
Die Gemeinde Groß Rheide liegt inmitten eines großflächigen Sandergebietes am Südwestrand der Schleswiger Geest. Mit der Besiedlung dieses Landschaftsraumes wurden die ehemals großen Eichenwälder gerodet und das Land als Ackerland für den Anbau von Getreide urbar gemacht. Das Niederungsgebiet der Rheider Au diente als Viehweide. Die Gestaltung des Wappens bezieht sich auf die Siedlungsgeschichte des Ortes: Eichenlaub und Eicheln symbolisieren die ursprünglichen Eichenwälder. Die drei Kornähren sind das Symbol für die Landbewirtschaftung. Die Wellenlinie hebt die Bedeutung der Rheider Au im Rahmen der Besiedlung hervor, während der grüne Hintergrund sich auf das Weideland im Niederungsgebiet der Au bezieht.

## Wirtschaft und Verkehr
Das Gemeindegebiet ist überwiegend landwirtschaftlich geprägt.
Durch das Gemeindegebiet führt die schleswig-holsteinische Landesstraße 39 von Norderstapel (Anschluss an Bundesstraße 202) und Kropp (Landesstraße 40).